# Улица Ползунова (Казань)
Улица Ползунова (тат. Ползунов урамы, Polzunof uramı) — улица в историческом районе Ямки Кировского района Казани. Названа в честь изобретателя Ивана Ползунова.

## География
Начинаясь от улицы Кольцова, пересекает улицы Баженова, Калугинская, Грузовая и закачивается у протоки Гривка.

## История
Возникла в местности Ямки (Ягодинские Ямки), существовавшей с начала XX века. Сама же улица начинает упоминаться с 1920-х годов под двумя параллельными названиями: Ямки 2-е и Малые Ямки; позже стал употребляться лишь первый вариант.
На 1939 год на улице имелись домовладения № 1–29 по нечётной стороне (с пропусками) и № 2–10 по чётной.
1 ноября 1953 года улице было присвоено современное название.
Значительная часть улицы имеет малоэтажную деревянную застройку, которая сносилась, в частности, под постройку жилого дома льнокомбината, в связи со строительством ливневого коллектора в Кировском районе города, а также в конце 1990-х — начале 2000-х годов, во время программы ликвидации ветхого жилья. Также в конце 1980-х годов в средней части улицы отводились места под застройку заводу медаппаратуры и льнокомбинату под постройку жилых домов, однако эти участки не были освоены.
В первые годы советской власти административно относилась к 6-й части города; после введения в городе деления на административные районы относилась к Кировскому району.

## Примечательные объекты
- № 2а/1а — жилой дом завода «Серп и Молот» (снесён).[21]
- № 5 — жилой дом льнокомбината[тат.].[22]
- № 6 — детский сад № 83 (главное здание).[23]

## Транспорт
Общественный транспорт по улице не ходит; ближайшая остановка общественного транспорта — «Мулланура Вахитова» (автобус, трамвай) на улице Большая Крыловка.